# San Gregorio Armeno
San Gregorio Armeno ("Sv. Grgur Armenski") je crkva i samostan u Napulju, Italija. To je jedan od najvažnijih baroknih kompleksa u Napulju. Crkva se nalazi u istoimenoj ulici južno od Via dei Tribunali i nekoliko blokova južno od crkve San Paolo Maggiore.

## Povijest
U 8. stoljeću, ikonoklastički dekreti u Grčkoj natjerali su niz vjerskih redova da pobjegnu iz Bizantskog Carstva i potraže utočište drugdje. San Gregorio Armeno u Napulju sagradila je u 16. stoljeću iznad ostataka rimskog hrama posvećenog Cereri skupina redovnica koje su pobjegle iz Bizantskog Carstva s relikvijama svetog Grgura, biskupa Armenije. Tijekom normanske dominacije samostan je ujedinjen sa samostanom Salvatore i San Pantaleone, došavši tako pod upravu benediktinaca.
Gradnja crkve započeta je 1574. godine po nacrtima Giovannija Battiste Cavagnija, a posvećena je pet godina kasnije. Kasnija posveta datira iz 1674., a obnova u 1762. Pročelje ima tri arkade nadvišene s četiri pilastarske trake u toskanskom redu. Unutrašnjost ima jednu lađu s pet bočnih arkada: dekoraciju, s izuzetkom pet kapela, dovršio je Luca Giordano (također autor Svetaca nad prozorima kupole) 1679. godine. Bernardino Lama, vjerojatno sin Giovannija Bernarda Lame, bio je autor oltarne slike. U unutrašnjosti se nalazi i poznato Sveto stubište, koje su koristile časne sestre tijekom pokore.
Kupola je oslikana slavom Svetog Gregorija Luce Giordana. Stropni cassettoni ili uokvirena platna prikazuju Život svetog Gregorija Armenca, a naručila ih je opatica Beatrice Carafa od flamanskog Teodora d'Errica. S desne strane, oltarne pale uključuju Marijino navještenje Pacecca De Rosa, Djevicu od krunice Nicole Malinconica i freske Francesca Di Marije. S lijeve strane je Spagnolettova oltarna pala sv. Benedikta. Glavni oltar dizajnirao je Dionisio Lazzari, a ima oltarnu palu s prikazom Uskrsnuća Giovannija Bernarda Lame.
U idrijskoj kapeli čuva se osamnaest slika Paola De Matteisa koje prikazuju Marijin život. Iznad glavnog oltara kapele nalazi se srednjovjekovna ikona, u bizantskom stilu, Madone dell'Idria.
Glavna atrakcija je klaustar (1580). U središtu je mramorna fontana, ukrašena dupinima i drugim morskim stvorenjima, s kipovima "Krista i Samarijanke", Mattea Bottiglierija.

## Vanjske poveznice
|  | Zajednički poslužitelj ima još gradiva o temi San Gregorio Armeno |